# シュエコッコ
シュエコッコ（Shwe Kokko、ビルマ語: ရွှေကုက္ကို）あるいはシュエコッコ・ミャイン（Shwe Kokko Myaing、ビルマ語: ရွှေကုက္ကိုမြိုင်）は、ミャンマー南西部・カレン州ミャワディー県ミャワディー郡の都市である。モエイ川西岸に位置し、川を挟んでタイと国境を接する。ミャワディから北に20キロメートル (12 mi)地点に位置する。シュエコッコには、ミャンマー中央政府の管理が行き届いておらず、組織犯罪と人身売買の拠点として機能していることで知られている。

## 行政
シュエコッコには、カレン民族軍（旧カレン州国境警備隊）の本拠地がある。同組織は、2010年8月にミャンマー軍門に下った少数民族系軍事組織である、民主カレン仏教徒軍を前身とする。カレン民族軍（旧カレン州国境警備隊）は、ソー・チットゥー大佐を指導官とする組織で、13大隊のおよそ6000人から構成される。

## 開発プロジェクト
シュエコッコには、亜太ニューシティ（Yatai New City）ことシュエコッコ経済特区（簡体字: 水沟谷经济特区; 拼音: Shuǐgōugǔ Jīngjìtèqū）が立地する。これは、チッリンミャイン・カンパニー（Chit Lin Myaing Company）と亜太国際控股集団（Yatai International Holdings Group、IHG Yatai、以下「亜太」）が2017年頃から始めた共同リゾートプロジェクトである。亜太は中国からの逃亡者である佘智江が設立したオンライン賭博企業である。また、チッリンミャインはカレン州国境警備隊が経営する企業であり、開発収益の3割を受け取る。残りの収益は亜太のものとなる。2019年には、シンガポール資本の Building Cities Beyond Blockchain（以下、BCB）が亜太の独占ブロックチェーンパートナーとなった。暗号通貨の利用により、シュエコッコ経済特区は資金の流れを不透明化している。BCBと亜太は、ミャンマー中央銀行をはじめとするいかなる関係省庁の許可も得ないまま、シュエコッコで金融プラットフォームである「Fincy」を立ち上げている。
亜太はこの開発プロジェクトを150億アメリカドルの経済特区として構想しており、泰緬国境を訪れる中国人賭博者の遊技場となることを目指している。しかし、シュエコッコはミャンマーの法に基づく承認を得た経済特区ではない。2020年10月、中華人民共和国政府は公式にこのプロジェクトから距離を置いた。在ミャンマー中華人民共和国大使館の大使である陳海は、このプロジェクトはいわゆる「一帯一路」の一部ではないことを明言した。

### 論争
亜太ニューシティをはじめとする、中国系資本によるシュエコッコの開発プロジェクトは、違法賭博・人身売買・恐喝・インターネット詐欺などに関与している。2018年および2019年、カンボジア政府はオンラインカジノの規制をおこない、当時シアヌークビルを拠点とし、同国のカジノブームを牽引していた中国系の投資家・犯罪組織は撤退を余儀なくされた。2019年には、多くのカジノがシュエコッコに移転した。
2022年5月時点で、シュエコッコには1225人の中国国民が合法的に滞在している。また、数千人の中国系労働者が不法滞在している。また、この町には多くのアジア系人身売買被害者が滞在している。ロマンス詐欺や高収入の仕事におびき寄せられ、タイ・カンボジア・ラオス・マレーシア・香港・台湾・インド・フィリピンなどから来たこれらの被害者は、中国系犯罪組織の管理のもとインターネット詐欺を強要されている。2022年9月時点では、300人以上のインド国民がシュエコッコに監禁されていた。
亜太によるシュエコッコの開発プロジェクトは、公的に未認可であること・違法な土地収用・カジノの建設計画・犯罪活動・資金洗浄・地域住民の感情などの面から、かまびすしい論争を巻き起こしてきた。ミャンマー投資委員会は180,000エーカー (73,000 ha)の小規模開発しか認可しなかったにもかかわらず、2017年より亜太はシュエコッコの大規模な開発をはじめた。投資委員会が認可した計画は22.5 エーカーの土地に59戸の大型ヴィラを建てるというものであったが、実際の開発はそれをはるかに凌駕するものである。また、このプロジェクトは地元住民の雇用創出を保証するものであると主張されていたが、実際には数千人の中国人労働者が開発をおこなった。2020年6月、ミャンマー政府はこの開発プロジェクトの違法性を捜査するための法廷を設置し、プロジェクトを中止させた。この開発を通じ、ミャンマー政府・国境警備隊の間で緊張が高まった。
しかし、2021年ミャンマークーデターを通じてミャンマー軍が文民政府を打倒したのち、政府は激化するミャンマー内戦への対応に追われるようになったため、その間を縫うかたちで開発プロジェクトは再開した。2023年4月には、カレン民族同盟の分派であるコートレイ軍がシュエコッコを攻撃し、10000人以上がタイに逃れた。
2024年5月、カレン民族軍（旧国境警備隊）のティンウィン少佐はミャワディとシュエコッコで詐欺事業に従事する外国人は5月1日から10月31日までの間に出国せねばならないとした。これにはタイや中国などの外国からの圧力が背景にあるとされている。また、同月にはタイ当局がシュエコッコとKK園区に繋がる通信ケーブルを切断している。
しかしながら、カレン民族軍は中国を詐欺の標的としないことにより中国政府の圧力をかわしている。さらに、チットゥーは巧みなプロパガンダ戦略により、シュエコッコが安全であり、佘智江が美徳に溢れた人物であると宣伝している。2024年8月、チットゥーは佘智江がシュエコッコに帰還できるように2度の祈祷会を行った。
さらに、カレン民族軍は監禁された外国人を解放するよう国際社会やタイ政府から圧力を受け、被害者の引き渡しを行う際に「カレン民族軍が救出した」とする宣伝を行なっている。
このほかに、カレン民族軍は民主カレン慈善軍と提携して、ワレーやチャウケー、パヤトンズー（スリー・パゴダ・パス）などモエイ川沿いの南の方へとシュエコッコから詐欺団地を移転させている。